# Virden, Novi Meksiko

Virden je selo u okrugu Hidalgu u američkoj saveznoj državi Novom Meksiku. Prema popisu 2000. u Virdenu je živjelo 143 stanovnika. Obližnja zajednica je Summit, koja u biti pripada Virdenu i uračunata je u broj stanovnika. U selu nema nove izgradnje, rast skoro da ne postoji, ali zajedno sa sestrinskim selom iz Arizone Duncanom, konsolidirano područje moglo bi u sljedećem desetljeću ostvariti mali rast broja stanovnika i mali pomak u poboljšanju infrastrukture.

## Povijest
Prije 1916. selo se zvalo Richmond. Ovaj je kraj prvo pripadao kompaniji New Mexico Mining Company. U njemu se nalazila radionica za nabijanje srebrne rude koja je izvađena u obližnjem Ralstonu. Nakon što je rudnik zatvoren, lokacija je 1916. godine prodana mornomima koji su napustili naseobine u meksičkoj saveznoj državi Chihuahui za vrijeme meksičke revolucije. Mormoni su preimenovali selo. Nazvali su ga po rančeru koji im je prodao zemljište.

## Zemljopis
Nalazi se na 32°41′19″N 109°0′9″W / 32.68861°N 109.00250°W (32.688626, -109.002585), na sjevernoj obali rijeke Gile. Prema Uredu SAD-a za popis stanovništva, zauzima 0,60 km2 površine, sve suhozemne.

## Stanovništvo
Prema podatcima popisa 2000. u Virdenu je bilo 143 stanovnika, 48 kućanstava i 38 obitelji, a stanovništvo po rasi bili su 95,10% bijelci, 1,40% afroamerikanci, 1,40% ostalih rasa, 2,10% dviju ili više rasa. Hispanoamerikanaca i Latinoamerikanaca svih rasa bilo je 13,29%.

## Vanjske poveznice
- Virdensko groblje  Arhivirana inačica izvorne stranice od 25. srpnja 2011. (Wayback Machine), stranice okruga Hidalga, Projekt USGenWeb